# Sylvia Vrethammar
Sylvia Vrethammar  (Uddevalla, 22 de agosto de 1945) é um cantora sueca.
Em 1974, sua versão original em inglês do mega-sucesso Y Viva España chegou ao topo das paradas inglesas, vendendo mais de 1 milhão de cópias e permanecendo por 39 semanas consecutivas nas paradas, levando a uma entrada no Guinness Book of Records.
Em 1985, gravou o álbum Rio de Janeiro Blue no Brasil, regravando algumas músicas de artistas brasileiros, entre elas, O Chero Da Carolina, de Luiz Gonzaga, Que Bonito É, de Luís Bandeira e Antes Que Seja Tarde, de Ivan Lins.

## Discografia[5]
- 1969 – Tycker om dej
- 1970 – Sylvia
- 1971 – Dansa samba med mej
- 1972 – Gamla stan
- 1973 – Jag sjunger för dej
- 1973 – Eviva España
- 1974 – Sylvia & Göran på Nya Bacchi (com Göran Fristorp)
- 1975 – Stardust & Sunshine
- 1976 – Somebody loves you
- 1977 – Mach das nochmal
- 1977 – Leenden i regn
- 1979 – Chateau Sylvia
- 1980 – In Goodmansland (com Georgie Fame)
- 1985 – Rio de Janeiro blue
- 1990 – Öppna dina ögon
- 1992 – Ricardo
- 1999 – Best of Sylvia
- 2002 – Faller för dig
- 2005 – Sommar! Samba! Sylvia!
- 2006 – Champagne
- 2009 - Te quiero (compilação)
- 2013 - Trivialitet
- 2017 - The Girl from Uddevalla